# Helge Muxoll Schrøder
Helge Muxoll Schrøder, né le 27 novembre 1924 à Horsens et mort le 2 mars 2012 à Jonstorp, est un rameur d'aviron danois.

## Carrière
Helge Muxoll Schrøder participe aux Jeux olympiques d'été de 1948 à Londres ainsi qu'aux Jeux olympiques d'été de 1952 à Helsinki ; ilremporte la médaille d'argent en quatre sans barreur en 1948. Il est aussi champion d'Europe de quatre sans barreur en 1953 à Copenhague et vice-champion d'Europe de huit en 1950 à Milan et en 1951 à Mâcon.